# José Luis Marzo
José Luis Alfredo Marzo (Paraná, Provincia de Entre Ríos, Argentina; 28 de diciembre de 1971) es un exfutbolista argentino. Jugaba de delantero y su primer equipo fue Unión de Santa Fe. Su último club antes de retirarse fue Atlético Paraná.

## Trayectoria
José Luis Marzo comenzó su carrera futbolística en Unión de Santa Fe, donde debutó el 10 de noviembre de 1991, en la Primera División del fútbol argentino, frente al Rosario Central. El equipo Tatengue perdió ese partido por 1 a 0, siendo el primero de la prolífica trayectoria de Marzo en la institución santafesina. Sufrió en Unión el descenso de la categoría en 1992 y se mantuvo jugando el Torneo de Ascenso en el club durante 3 años. 
Su mejor rendimiento lo obtuvo en la temporada 94/95 cuando convirtió 20 goles en 34 encuentros y así llegó a ser transferido al América de Cali, donde sus actuaciones no fueron satisfactorias. Esto produjo rápidamente el regreso a su segunda casa, Unión de Santa Fe, para jugar el Torneo Clausura 96 de la B Nacional. Allí demostró que sus condiciones seguían intactas ya que quebró todos los récords de la divisional al marcar 7 goles en los primeros 8 partidos. Finalmente logró llevar a Unión de regreso a la Primera División. Las estadísticas marcan el gran torneo que tuvo al convertir nada menos que 16 goles en 22 encuentros, logrando el ascenso frente a Instituto de Córdoba.
El "Loco" siguió liderando a Unión de Santa Fe en la faceta goleadora, lo que lo llevó al término del Clausura '98 a Lanús. En el Granate no tuvo una destacada labor y a la siguiente temporada fue transferido a Talleres de Córdoba,donde  logra anotar 4 goles en el apertura 99.Con la escuadra albiazul consigue participar en una competición internacional:gracias a una invitación, Talleres juega la última edición de la Copa Conmebol.En la copa, consigue anotar 2 goles y una asistencia que fueron claves en el camino a la obtención título: anota de penal en la derrota 1-4 contra Independiente Petrolero en Bolivia.En el partido de vuelta en Córdoba, convierte, también de penal(2-0 parcial),en la victoria por 3-0 que llevó a Talleres a vencer en los penales 5-4, clasificando a los cuartos de final. En esa instancia se mide ante el Paraná de Brasil, con victoria 1-0 de local(asistencia suya en el gol de Silva) y cae por el mismo marcador en Curitiba,pero gana en los penales 3-1.En semifinales vence a Deportes Concepción de Chile en Córdoba 2-1 y empata 1-1 de visitante, que lo lleva a la final contra el Sportivo Alagoano brasileño.En Maceio,su equipo cae derrotado 2-4. En Córdoba, la definición fue electrizante:con el 2-0 parcial, su equipo se estaba yendo a los penales y en el minuto 47 del segundo tiempo,el defensor Julián Maidana conectó de cabeza el 3-0 final para que Talleres se corone campeón y el loco Marzo consiga su primer y único título profesional en su carrera.Tras la obtención de la Conmebol, destacó en un amistoso de verano contra Belgrano en el superclásico cordobés anotando dos goles en una victoria aplastante por 6-0(Copa Revancha). Su desempeño en el torneo clausura 2000 fue menos vistoso, aunque anotó 3 goles que valieron puntos para el conjunto albiazul:dos goles en la victoria por 3-0 a Ferro y el gol restante, convertido nada menos que a Colón en Santa Fe(victoria por 1-0).Su equipo finaliza décimo con 27 puntos en el clausura y se marcha del club tras 29 partidos y 9 goles anotados.Luego pasó a Los Andes, equipo recientemente ascendido, donde convirtió 6 tantos en la temporada y no pudo evitar el descenso del milrayitas a la B nacional. 
En el 2002 fue contratado por Ben Hur de Rafaela, en donde jugó por 2 temporadas en el Torneo Argentino A. Luego pasó a Patronato de Paraná, el equipo más importante de su ciudad natal que se desempeñaba en el Torneo Argentino B. En el año 2006 tuvo un fugaz paso por el clásico rival de Patronato, Atlético Paraná, que disputaba la promoción por la permanencia en el Torneo Argentino B, en donde el "Loco" no pudo convertir, produciéndose el descenso del equipo al Torneo del Interior.
A mediados del 2006 surge un interés de Unión de Santa Fe, el club en donde surgió y es ídolo, para volver a hacerse de sus servicios, pero el director técnico Carlos Trullet le bajó el pulgar, provocando su desembarco en Gimnasia y Esgrima de Mendoza, equipo que militaba en el Torneo Argentino A, en donde no convenció al director técnico por su bajo rendimiento y no fue tenido en cuenta para el resto del campeonato. En el 2007 fue contratado por Sportivo Belgrano, equipo cordobés que jugaba el Torneo Argentino B, en el cual dejó una buena imagen, lo que despertó el interés de Patronato para contar con él nuevamente. En el club paranaense logra finalmente el ascenso al Torneo Argentino A a mediados del 2008, aportando nada más ni nada menos que 14 goles demostrando que su categoría y olfato goleador siguen vigentes. Ya en el Torneo Argentino A, llega a marcar 12 goles, llegando a ser en el goleador de dicho campeonato. Estos números, logrados por el experimentado delantero, llaman la atención del económicamente poderoso Crucero del Norte, club misionero que actuaba en el Torneo Argentino B, alejándose así por intereses económicos del club paranaense, que no pudo retenerlo. Ya en el club misionero convierte 9 goles que fueron muy importante para lograr el ascenso al Torneo Argentino A.
A mediados de 2009, al finalizar el torneo, termina su vínculo con dicha institución regresando a su ciudad para escuchar ofertas, ante la negativa de la dirigencia de Patronato de Paraná para su contratación, decide aceptar la oferta de Gimnasia y Esgrima de Concepción del Uruguay, club que participa del Torneo Argentino A, clásico rival de Patronato de Paraná.
Anunció su retiro en 2011 vistiendo los colores de Atlético Paraná y más tarde fue presentado como Coordinador de inferiores y dirige la Sub-20 de dicha institución.

## Clubes
| Club                          | País      | Año       |
| ----------------------------- | --------- | --------- |
| Unión de Santa Fe             | Argentina | 1991-1995 |
| América de Cali               | Colombia  | 1995      |
| Unión de Santa Fe             | Argentina | 1996-1998 |
| Lanús                         | Argentina | 1998-1999 |
| Talleres de Córdoba           | Argentina | 1999-2000 |
| Los Andes                     | Argentina | 2000-2001 |
| Ben Hur de Rafaela            | Argentina | 2002-2004 |
| Patronato de Paraná           | Argentina | 2005-2006 |
| Atlético Paraná               | Argentina | 2006      |
| Gimnasia y Esgrima de Mendoza | Argentina | 2006      |
| Sportivo Belgrano             | Argentina | 2007      |
| Patronato de Paraná           | Argentina | 2007-2008 |
| Crucero del Norte             | Argentina | 2009      |
| Gimnasia y Esgrima (CdU)      | Argentina | 2009      |
| El Expreso de El Trébol       | Argentina | 2010      |
| Atlético Paraná               | Argentina | 2010-2011 |

## Palmarés

### Copas internacionales
| Título        | Club                | País      | Año  |
| ------------- | ------------------- | --------- | ---- |
| Copa Conmebol | Talleres de Córdoba | Argentina | 1999 |